# Hondo Valle
Hondo Valle es un municipio de la provincia de Elías Piña, en la región suroeste de la República Dominicana, ubicado cerca de la frontera con Haití. Caracterizado por su entorno montañoso y clima templado, el municipio destaca por sus actividades agrícolas, especialmente el cultivo de habichuelas, café y otros productos de ciclo corto.
Su historia, tradiciones culturales y ubicación estratégica lo convierten en un punto importante para el intercambio comercial y cultural en la región fronteriza.

## Geografía
El municipio de Hondo Valle está situado en la región suroeste de la República Dominicana, perteneciendo a la provincia de Elías Piña. Se encuentra en una zona montañosa de la Cordillera Central, a una altitud aproximada de 900 metros sobre el nivel del mar, lo que le proporciona un clima templado y agradable durante gran parte del año.
Límites geográficos:
- Norte: Municipio de Juan Santiago
- Sur: República de Haití
- Este: Municipio de Comendador (cabecera de la provincia)
- Oeste: Municipio de Pedro Santana

El territorio de Hondo Valle está atravesado por varios arroyos y pequeños ríos que nacen en las montañas cercanas, siendo el río Tocino uno de los más importantes, el cual abastece de agua a la población y a las tierras agrícolas.
La vegetación del municipio es variada, predominando los bosques húmedos montañosos en las áreas más elevadas, mientras que en las zonas más bajas se encuentran tierras cultivables dedicadas a la agricultura. Sus suelos fértiles permiten el cultivo de productos como habichuelas, café, maíz, y frutas.
Hondo Valle forma parte de la zona fronteriza del país, lo que le otorga una importancia geopolítica y económica en las relaciones con Haití. Además, su relieve accidentado y su ubicación estratégica lo convierten en un área de gran valor para la conservación ambiental y el desarrollo rural.

## Límites
Municipios limítrofes:
|                          | Norte: El Llano                   |                     |
| Oeste: Savanette (Haití) |                                   | Este: Juan Santiago |
|                          | Sur: La Descubierta y Postrer Río |                     |

## Distritos municipales
Está formado por los distritos municipales de:
| Nombre               | Código   |
| -------------------- | -------- |
| Hondo Valle          | 07070401 |
| Rancho de La Guardia | 07070402 |

## Historia
Mediante la Ley n.º 916 del 12 de agosto de 1978, el Distrito Municipal de Hondo Valle, del municipio de Comendador, fue erigido en municipio.

## Economía
La principal actividad económica del municipio es la agropecuaria. Esta se basa en la siembra de aguacate, plátanos, café y habichuelas.